# Akpassanou
Akpassanou  è una città e sottoprefettura della Costa d'Avorio appartenente al dipartimento di Ouellé. Conta una popolazione di 6 178 abitanti (censimento 2014).